# CartoDB
CartoDB è una piattaforma di cloud computing software as a service (SaaS) che fornisce strumenti GIS e mappatura web in un browser web.
Gli utenti di CartoDB possono usare la piattaforma gratuita di CartoDB o installare da sé la propria istanza.
CartoDB è offerto come un servizio freemium, dove i profili sono gratuiti fino a una certa grandezza.
Fu resa disponibile in beta al FOSS4G a Denver nel settembre 2011 e debuttò ufficialmente con la versione finale al Where2.0 nell'aprile 2012.
Nel 2016, il software subì una trasformazione diventando uno strumento di business intelligence. Inoltre, prese il nome di Carto.

## Tecnologia
CartoDB è stato creato su software open source quali PostGIS e PostgreSQL.
Lo strumento usa JavaScript nella parte front end dell'applicazione web, invece come back end Node.js.
Le API SQL servono i dati in vari formati tra cui JSON, GeoJSON e CSV.